# Cephalastor relativus
Cephalastor relativus är en stekelart som först beskrevs av Fox 1902.  Cephalastor relativus ingår i släktet Cephalastor och familjen Eumenidae. Inga underarter finns listade.